# Mesoplodon eueu
Mesoplodon eueu is een middelgrote walvis uit het geslacht Mesoplodon. De soort wordt gevonden in koele wateren van het zuidelijk halfrond. De soortnaam, eueu, komt uit het Kxoe en betekent 'grote vis', aangezien de meeste strandingen van deze walvissen afkomstig zijn uit Khoisangebieden in Zuid-Afrika.
Eerder werd gedacht dat deze soort een populatie van True's spitssnuitdolfijn (M. mirus) uit de Indische Oceaan was, hoewel er werd gespeculeerd dat het een aparte ondersoort van True's spitssnuitdolfijn zou kunnen zijn. Uit studies van de spitssnuitdolfijnen in de Indische Oceaan bleek echter dat ze genetisch verschillend waren van de spitssnuitdolfijn van True, nadat ze in het vroege Pleistoceen waren gedivergeerd. Ook bleek dat ze een veel groter verspreidingsgebied hadden op het zuidelijk halfrond. Deze populaties werden vervolgens beschreven als een aparte soort, M. eueu.